# Murazzano (Italië)
Murazzano is een gemeente in de Italiaanse provincie Cuneo (regio Piëmont) en telt 836 inwoners (31-12-2004). De oppervlakte bedraagt 27,7 km², de bevolkingsdichtheid is 30 inwoners per km².
De volgende frazioni maken deel uit van de gemeente: Cornati, Mellea, Rea.

## Demografie
Murazzano telt ongeveer 423 huishoudens. Het aantal inwoners daalde in de periode 1991-2001 met 2,9% volgens cijfers uit de tienjaarlijkse volkstellingen van ISTAT.
| Jaar | Inwoneraantal |
| ---- | ------------- |
| 1991 | 882           |
| 2001 | 856           |

## Geografie
De gemeente ligt op ongeveer 749 m boven zeeniveau.
Murazzano grenst aan de volgende gemeenten: Belvedere Langhe, Bonvicino, Bossolasco, Clavesana, Igliano, Marsaglia, Mombarcaro, Paroldo, San Benedetto Belbo, Torresina.